# Karkowo (powiat Stargardzki)
Karkowo is een plaats in het Poolse district  Stargardzki, woiwodschap West-Pommeren. De plaats maakt deel uit van de gemeente Chociwel en telt 335 inwoners.